# 塔可星期二

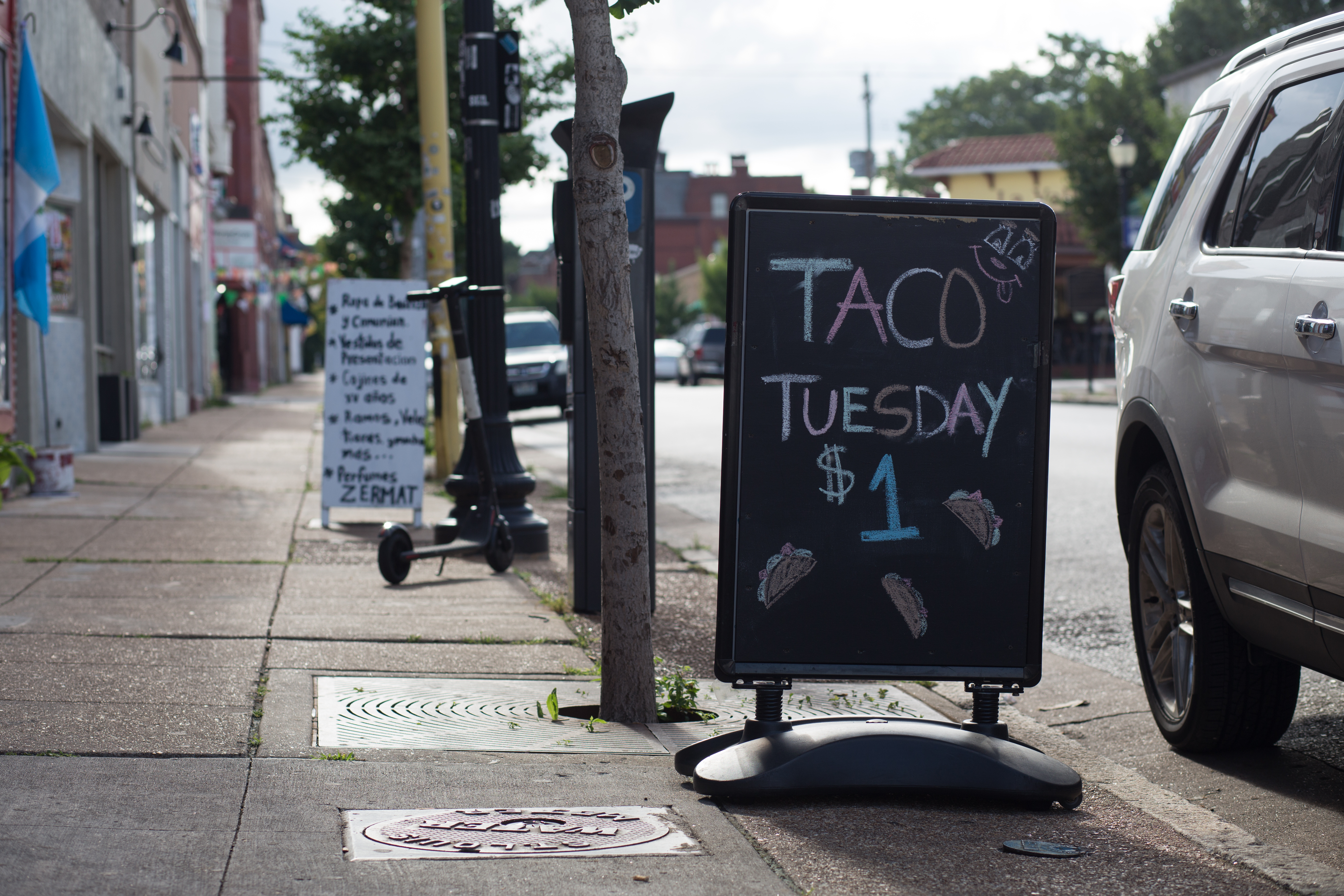
一幅塔可星期二的宣傳標語

塔可星期二（英語：Taco Tuesday）是美國的飲食文化，每個禮拜二，有許多墨西哥餐廳或是塔可（墨西哥夾餅）專賣店都會有常規性的優惠 。這一習俗在許多城市都很流行，尤其是在墨西哥飲食盛行的南加州。2019年，NBA著名球星勒布朗·詹姆士的商標專利公司，跟美國商標專利局申請塔可星期二這句口號的專利權，結果遭到斷然拒絕，商標專利局給的理由是這句話屬於常用語，不能成為專利。